# Giuseppe Caselli
Giuseppe Caselli (Luzzara, 5 de julio de 1893 - La Spezia, 19 de diciembre de 1976) fue un pintor italiano.
Nacido en Luzzara, (Emilia-Romaña), fue alumno de Felice Del Santo y Antonio Discovolo. En 1913 entró en contacto con Lorenzo Viani. Durante la Primera Guerra Mundial fue hecho prisionero e internado en un campo de concentración en Austria. 
Posteriormente estudió en la Academia de Bellas Artes de Florencia. Su pintura se sitúa a entre las primeras manifestaciones divisionistas de comienzos del siglo XX y un expresionismo cercano al austriaco pero deudor también de la  poética de su amigo Viani, con todo su repertorio de personajes que sufren, en los que se manifiestan los recuerdos de su pasado en prisión. 
Con trabajos de «aeropintura», técnica derivada del futurismo, participó en 1933 en el Premio del Golfo organizado por Marinetti. 
Muy ligado a La Spezia, dedicó su pintura a retratar tanto la vida de la ciudad como la de la provincia y en especial de las Cinque Terre.
- Datos: Q3770272